# Учено друштво
Учено друштво (или академска асоцијација, академско друштво), је организација која постоји да промовише одређену академску област, професију или групу повезаних дисциплина, наука или уметничких грана. Чланство може бити отворено за све грађане али постоје и друштва у којима постоји обавеза за поседовање одређене квалификације или завршен процес званичног гласања и избора у органу друштва Многа учена друштва су непрофитне организације и професионалне асоцијације. Њихове активности обично укључују одржавање стручних конференција у сврху представљања и објављивања нових истраживачких резултата, научних радова и публикација.
Развојом модерних технологија и глобализацијом друштва, одређени број друштава је направио виртуелне комуне за своје чланове, које користе друштвене мреже и академски усмерене друштвене мређе попут Academia.edu. У истакнута друштва кроз српску историју убрајају се Друштво српске словесности, Српско учено друштво и Матица српска.
Већина учених друштава су непрофитне организације, а многа су професионална удружења. Њихове активности обично укључују одржавање редовних конференција за презентацију и дискусију о новим резултатима истраживања, као и објављивање или спонзирање академских часописа у својој дисциплини. Неки делују и као стручна тела, регулишући активности својих чланова у јавном интересу или колективном интересу чланства.

## Историја
Нека од најстаријих учених друштава су Académie des Jeux floraux (основана 1323), Sodalitas Litterarum Vistulana (основана 1488), Accademia della Crusca (основана 1583), Accademia dei Lincei (основана 1603), Académie Française (основана 1635), German National Academy of Sciences Leopoldina (основана 1652), Краљевско друштво (основано 1660) и Француска академија наука (основана 1666).

## Значај
Научници у социологији науке тврде да су учена друштва од кључног значаја и да њихово формирање помаже настанку и развоју нових дисциплина или професија.

## Структура
Друштва могу бити веома опште природе, као што је Америчка асоцијација за унапређење науке, специфична за дату дисциплину, као што је Удружење модерних језика, или специфична за дату област проучавања, као што је Краљевско ентомолошко друштво.
Већина је или специфична за одређену земљу (нпр. Ентомолошко друштво Израела), мада генерално укључује и неке чланове из других земаља, често са локалним огранцима, или су међународна, као што је Међународна федерација библиотечких удружења и институција или Удружење регионалних студија, у ком случају често имају националне огранке. Многа су локална, као што је Медицинско друштво Масачусетса, издавачи међународно познатог часописа The New England Journal of Medicine.

## Онлајн академске заједнице
Након глобализације и развоја информационих технологија, одређена научна друштва — као што је Удружење модерних језика — створила су виртуелне заједнице за своје чланове. Поред успостављених академских удружења, академске виртуелне заједнице су тако организоване да су, у неким случајевима, постале важније платформе за интеракцију и научну сарадњу између истраживача и наставника од традиционалних научних друштава.
Чланови ових онлајн академских заједница, груписаних по областима интересовања, користе за своју комуникацију заједничке и наменске сервере за листе (на пример JISCMail), услуге друштвених мрежа (као што су Facebook или LinkedIn) и академске друштвене мреже (као што су Humanities Commons, ResearchGate, Mendeley или Academia.edu).